# Barbora Klementová
Barbora Klementová, née le 11 octobre 1994 à Levoča, est une fondeuse slovaque.

## Carrière
Elle connaît sa première expérience en 2011 avec le Festival olympique de la jeunesse européenne à Liberec, puis prend part aux Jeux olympiques de la jeunesse à Innsbruck en 2012, arrivant douzième du cinq kilomètres classique et quatorzième du sprint.
Klementová compte deux participations aux championnats du monde junior en 2013 et 2014, obtenant son meilleur résultat en 2014 à Val di Fiemme avec une 30e sur le sprint libre.
Au niveau élite, elle fait son apparition avec l'équipe nationale à l'occasion des Championnats du monde 2013 à Val di Fiemme (63e du sprint). Deux fois ans plus tard, elle dispute les Championnats du monde à Falun, où elle établit son meilleur résultat individuel en mondial avec une 46e place sur le sprint classique. En janvier 2016, elle fait ses débuts en Coupe du monde à Planica (57e). Elle marque un point pour le classement général en 2020-2021, saison où elle contemple la possibilité d'une fin de carrière en raison du manque de soutien financier de sa fédération.
Elle prend part aux Jeux olympiques d'hiver de 2018 terminant 53e du sprint classique et 18e du sprint par équipes.
La Slovaque remporte aussi le classement général de la Coupe slave lors de la saison 2015-2016.

## Palmarès

### Jeux olympiques
| Épreuve / Édition   | Sprint                           | Sprint    | 10 km | 10 km                            | Skiathlon 2 × 7,5 km | 30 km | Relais | Relais   |
| Épreuve / Édition   | libre                            | classique | libre | classique                        | Skiathlon 2 × 7,5 km | 30 km | Sprint | 4 × 5 km |
| JO 2018 Pyeongchang | Épreuve inexistante à cette date | 53e       | -     | Épreuve inexistante à cette date | —                    | —     | 18e    | —        |

Légende :
- : pas d'épreuve
- — : Non disputée par Klementová

### Championnats du monde
| Édition \ Épreuve  | Sprint classique                 | Sprint libre                     | 10 km classique                  | 10 km libre                      | Skiathlon 15 km | 30 km | Sprint par équipes | Relais 4 × 5 km |
| ------------------ | -------------------------------- | -------------------------------- | -------------------------------- | -------------------------------- | --------------- | ----- | ------------------ | --------------- |
| Val di Fiemme 2013 | 63e                              | Épreuve inexistante à cette date | Épreuve inexistante à cette date |                                  |                 |       |                    |                 |
| Falun 2015         | 46e                              | Épreuve inexistante à cette date | Épreuve inexistante à cette date |                                  |                 |       | 13e                |                 |
| Seefeld 2019       | Épreuve inexistante à cette date | 63e                              |                                  | Épreuve inexistante à cette date |                 |       | 14e                |                 |
| Oberstdorf 2021    | 59e                              | Épreuve inexistante à cette date | Épreuve inexistante à cette date | 69e                              |                 |       | 14e                |                 |

### Coupe du monde
- Meilleur classement général : 123e en 2021.
- Meilleur résultat individuel : 41e.

#### Classements en Coupe du monde
| Année     | Classement général final | Classement distance | Classement sprint |
| 2020-2021 | 123e                     |                     | 83e               |